# Český pivní festival

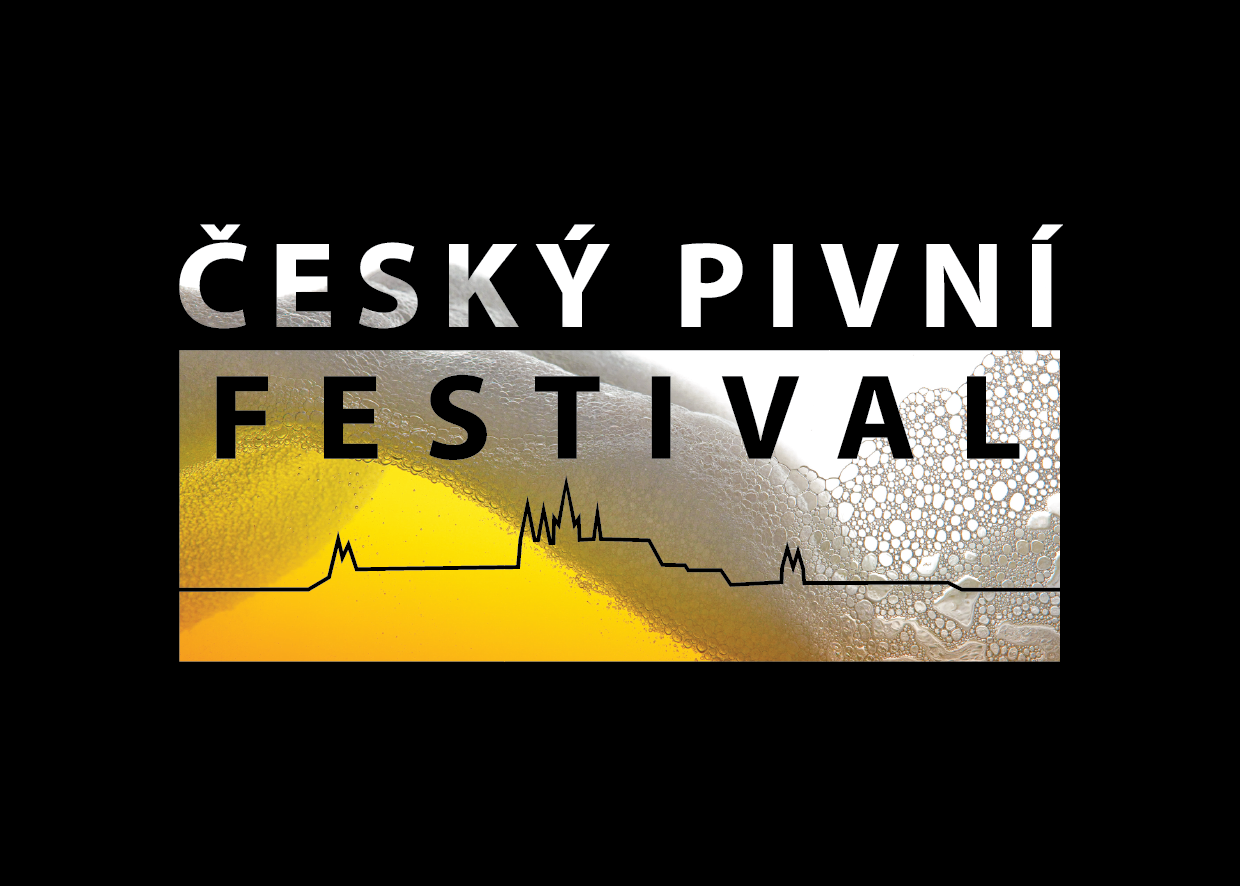
Logo Českého pivního festivalu

Český pivní festival je největší pivní festival v České republice, který hostí 50 tisíc návštěvníků a koná se každoročně od roku 2008 po dobu 17 dnů v květnu v Praze.

## Popis akce

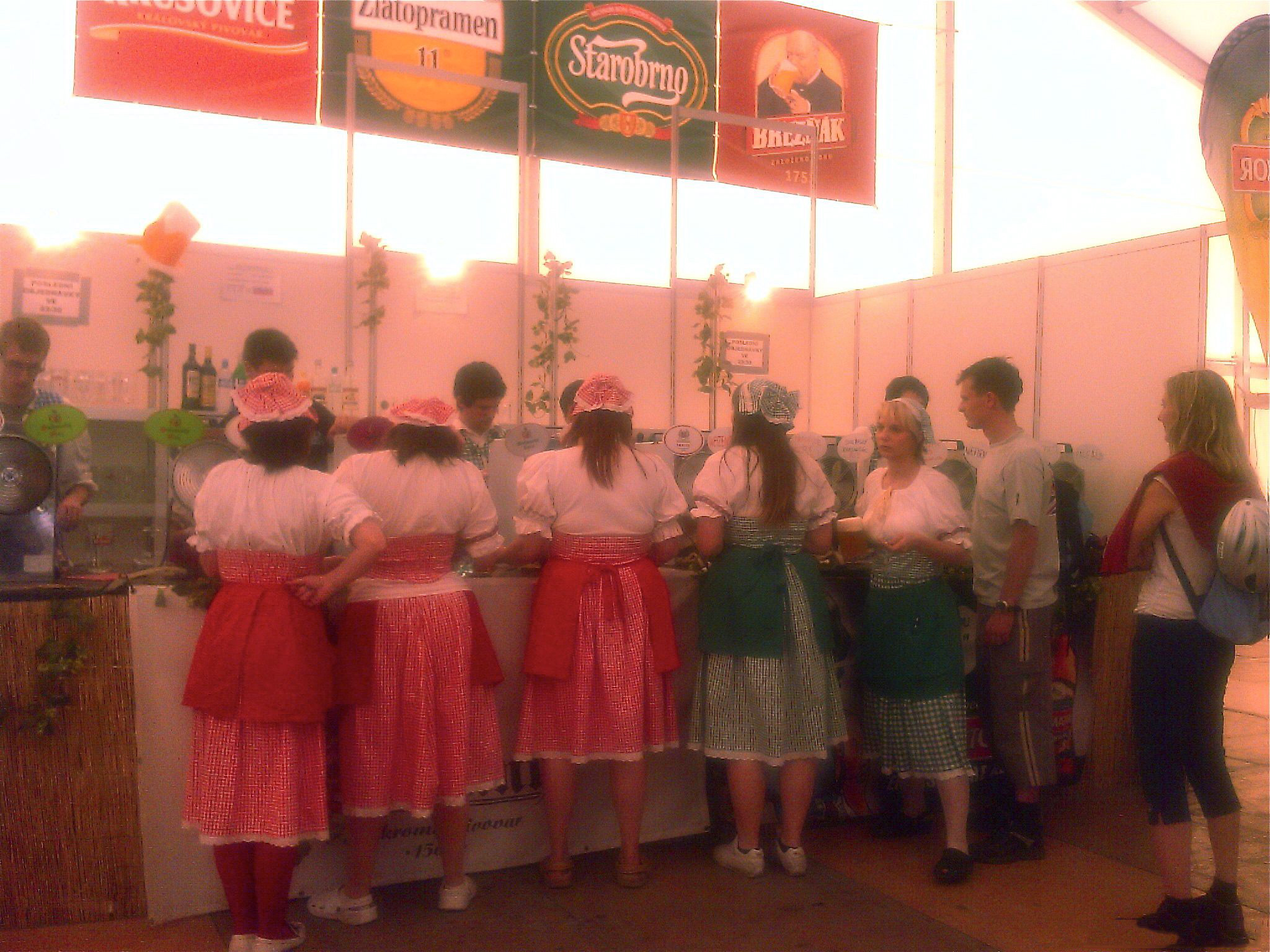
Servírky Českého pivního festivalu roku 2010

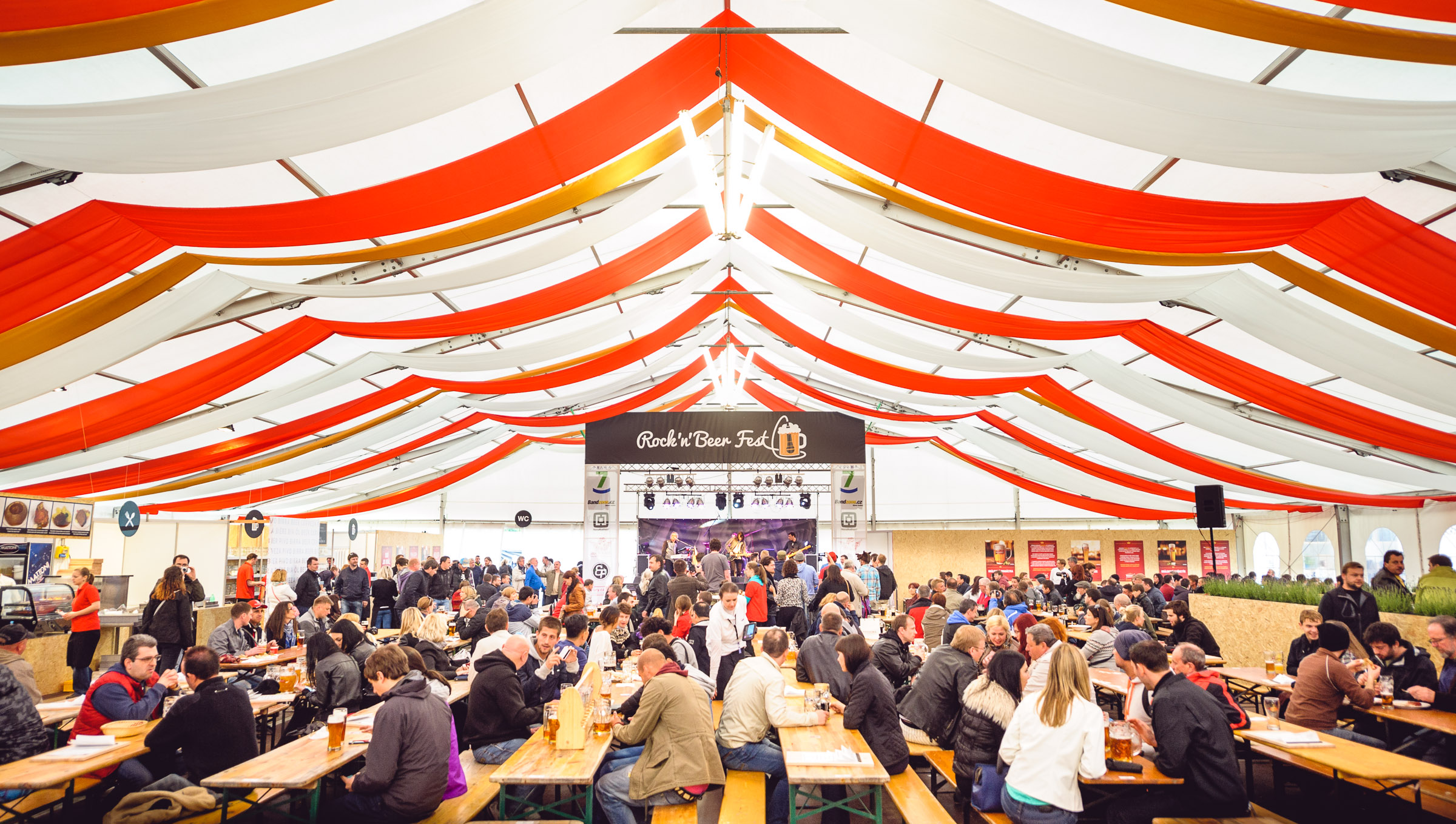
Pohled do hlavního stanu Českého pivního festivalu 2014

Pro návštěvníky je připraveno více než 100 druhů českých piv, tradiční česká gastronomie a bohatý doprovodný program. Obsluhu zajišťovali servírky a číšníci v českých krojích. Jídlo a pivo špičkové kvality je servírováno na porcelánu a v skleněných džbáncích. Jednotným platebním systémem na festivalu byl tzv. tolar. Nyní je to speciální magnetická karta, na kterou si návštěvník nahrává hotovost nebo libovolnou částku z platební karty.
Areál festivalu je tvořen uzavřeným komplexem velkoplošných stanů mezi nimiž je atriová zahrádka. V roce 2011 byl na Českém pivním festivalu v Letňanech postaven největší pivní stan, který kdy byl na území České republiky postaven. Tento stan byl co do velikosti (40x100 m) a kapacity (10.000 míst k sezení) srovnatelný s největšími stany mnichovského Oktoberfestu.
Festival se vyprofiloval v největší zábavní událost pražského kulturního kalendáře a byl zařazen mezi 40 světových akcí doporučovaných renomovaných britským deníkem The Financial Times. Český pivní festival se tak objevil po boku takových akcí jako jsou Letní olympijské hry 2012 v Londýně, Wimbledon či Filmový festival v Cannes. Festival se konal na Výstavišti Praha, na PVA Letňany a od roku 2014 na Letné.
Festival byl zrušen v roce 2019 po nesouhlasu Prahy 7 konat ho na svém území. V roce 2020 se festival nekonal kvůli pandemii covidu-19. Není tak jasné, zda se festival do Prahy znovu vrátí.

## Český pivní festival v zahraničí
Český pivní festival vyváží české pivo, tradiční českou gastronomii a kulturu i do zahraničí. První menší zahraniční verze Českého pivního festivalu se konala v září 2010 ve Frankfurtu, příští rok se rozšířila také do Berlína a Moskvy. Největší byl v Moskvě v VDNCh parku s kapacitou 10.000 míst k sezení. V roce 2013 také debutoval v Chicagu a New Yorku.